# Boogschuttersparadox
De boogschuttersparadox is een paradox over het afschieten van een pijl met een boog, waarbij de punt van de pijl naast het geometrisch centrum van de boog rust (dat is het punt waarnaartoe de pees de pijl zal duwen bij loslaten).
De boogschuttersparadox redeneert als volgt. Blijft de pijl volmaakt recht, dan zal hij door het handvat van de boog uit de koers worden gedwongen naarmate de schacht van de pijl verder langs de boog schuift bij het afvuren, zodat de pijl links van het mikpunt terecht zou moeten komen (bij rechtshandige schutters die met de rechterhand spannen en langs de linkerrand van de boog schieten).
In werkelijkheid gebeurt dit echter niet, omdat de pijl door de kracht van de pees iets wordt gekromd, waardoor hij om de boogstaaf heen vliegt. Om dit proces optimaal te laten verlopen moeten de spankracht van de boog en de stijfheid en massa van de pijl en de pijlpunt op elkaar afgestemd zijn.